# This Is Me... Now
This Is Me... Now é o nono álbum de estúdio da artista norte-americana Jennifer Lopez. Foi lançado em 16 de fevereiro de 2024, via Nuyorican Productions e BMG Rights Management, marcando seu primeiro lançamento sob esta parceria. O álbum é fortemente inspirado no romance reacendido entre Lopez e o ator Ben Affleck. É uma sequência do terceiro álbum de estúdio de Lopez, This Is Me... Then de 2002, e é seu primeiro álbum de estúdio em uma década, desde A.K.A. de 2014.
Este álbum é parte de um projeto de três partes, que documenta a busca de Lopez por amor e cura, até seu reencontro com Ben. O segundo componente é um filme musical intitulado, This Is Me... Now: A Love Story, que foi lançado pela Amazon Prime, em 23 de fevereiro de 2024, e foi co-escrito por Lopez, Affleck, Dave Meyers e Chris Shafer, com Meyers também dirigindo. O terceiro é um documentário com os bastidores do filme, chamado The Greatest Love Story Never Told, cujo nome foi inspirado em uma coleção de cartas que Ben escreveu para Lopez, que também foi lançado pelo Amazon Prime, em 27 de fevereiro de 2024.
Todos os três componentes foram produzidos simultaneamente e autofinanciados por Lopez, com um orçamento de cerca de 20 milhões de dólares.

## Desempenho Comercial
Nos Estados Unidos, o álbum estreou na posição 38 na Billboard 200. Foi o primeiro álbum de estúdio de Lopez a não entrar no top 20 da parada. As vendas puras de álbuns totalizaram 14.000 (6.000 em CD, 5.000 em vinil, e 3.000 em vendas de download digital). O álbum estreou em primeiro lugar na parada de álbuns do Tastemaker, e em sétimo lugar nas paradas de álbuns de vinil, e álbuns independentes.
No Reino Unido, o álbum estreou na posição 55 na UK Albums Chart, e na primeira posição na UK R&B Albums Chart.

## Lista de Faixas
| Edição padrão  |                                  |                                                              |         |  |
| N.º            | Título                           | Produtor(es)                                                 | Duração |  |
| 1.             | "This Is Me... Now"              | Chahayed A. Lopez                                            | 4:13    |  |
| 2.             | "To Be Yours"                    | Chahayed A. Lopez Pop Wansel J. Lopez [a] Trevor Muzzy [a]   | 3:18    |  |
| 3.             | "Mad in Love"                    | Chahayed A. Lopez Wansel Lang Yeti Beats Sam Wish            | 3:06    |  |
| 4.             | "Can't Get Enough"               | Chahayed A. Lopez Gitelman Hit-Boy                           | 3:06    |  |
| 5.             | "not.going.anywhere."            | Chahayed A. Lopez Gitelman G-Ry                              | 3:30    |  |
| 6.             | "Rebound"                        | Chahayed A. Lopez Gitelman                                   | 3:02    |  |
| 7.             | "Dear Ben, Pt. II"               | Chahayed A. Lopez Gitelman Harv                              | 3:39    |  |
| 8.             | "Hummingbird"                    | Chahayed A. Lopez Gitelman Kurtis McKenzie Wes Singerman [a] | 2:45    |  |
| 9.             | "Hearts and Flowers"             | Chahayed A. Lopez Gitelman BongoByTheWay                     | 4:10    |  |
| 10.            | "Broken Like Me"                 | Chahayed A. Lopez Gitelman Vindver                           | 3:16    |  |
| 11.            | "This Time Around"               | Chahayed A. Lopez Gitleman Tay Keith Vindver                 | 3:55    |  |
| 12.            | "Midnight Trip to Vegas"         | Chahayed A. Lopez Gitelman Keith T-Minus                     | 3:11    |  |
| 13.            | "Greatest Love Story Never Told" | Chahayed A. Lopez Gitelman                                   | 3:07    |  |
| Duração total: | Duração total:                   | Duração total:                                               | 44:24   |  |

| Digital deluxe edition |                                          |                                                      |         |  |
| N.º                    | Título                                   | Produtor(es)                                         | Duração |  |
| 14.                    | "Rebound" (featuring Anuel AA)           | Chahayed A. Lopez Gitelman                           | 3:19    |  |
| 15.                    | "Can't Get Enough" (featuring Latto)     | Chahayed A. Lopez Gitelman Hit-Boy                   | 3:27    |  |
| 16.                    | "Can't Get Enough" (Bruno Martini remix) | Chahayed A. Lopez Gitelman Hit-Boy Bruno Martini [a] | 2:49    |  |
| Duração total:         | Duração total:                           | Duração total:                                       | 53:59   |  |

- A edição física bônus também traz um livreto de 40 páginas com fotografias exclusivas e duas fotos polaroides de Lopez.[13]

This Is Me...Now commentary edition
- Apresenta todas as treze músicas da edição padrão.
- Entre cada faixa da lista original, há comentários sobre a música, incluindo seu significado e fatos sobre sua gravação e produção.

Notas e créditos de sample
- ↑[a]  significa um produtor adicional.
- "This Is Me... Now" contém elementos de "Cry Me a River", de Justin Timberlake.
- "To Be Yours" contém uma interpolação de "Superstar".
- "Can't Get Enough" contém base de "I'm Still In Love With You", de Sean Paul, e elementos de "Son of a Scorpio" de Dennis Coffey.
- "Hearts and Flowers" contém uma interpolação de "Jenny from the Block".
- "Midnight Trip to Vegas" contém elementos de "Wicked Game", de Chris Isaak.